# أم الحرف

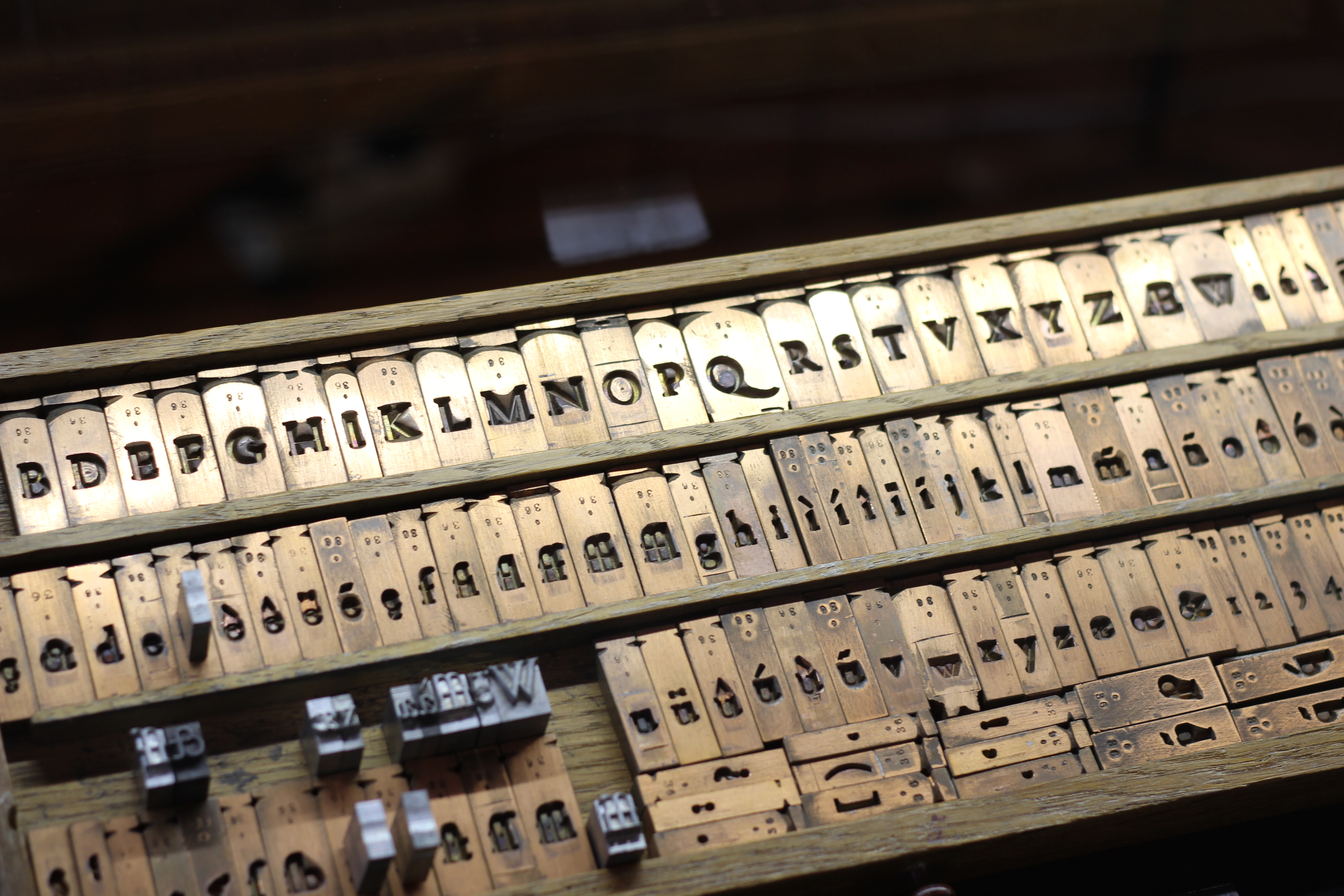
أمهات التي أنشأها جان جانون في قرابة عام 1640. يعتمد الطابع المحرفي غارامون (Garamond) المثبت مع معظم برمجيات Microsoft على هذه التصميمات.

في صناعة المحارف المستخدمة في طباعة الحروف [الإنجليزية]، أم الحرف أو القالب الأم أو الأُمّ أو المَطْرِق (بالإنجليزية: Matrix) هي قالب تستخدم في صب الحرف، المعروف بالحرف الطباعي. كانت أمهات الحرف تُصنع من النحاس.